# David Hubáček
David Hubáček (* 23. Februar 1977 in Gottwaldov) ist ein ehemaliger tschechischer Fußballspieler, der seit von 2005 bis 2013 bei SK Slavia Praha unter Vertrag stand. Vorher spielte er für den FC Tescoma Zlín, dem Verein seiner Heimatstadt.